# Wallstraße 9 (Hötensleben)

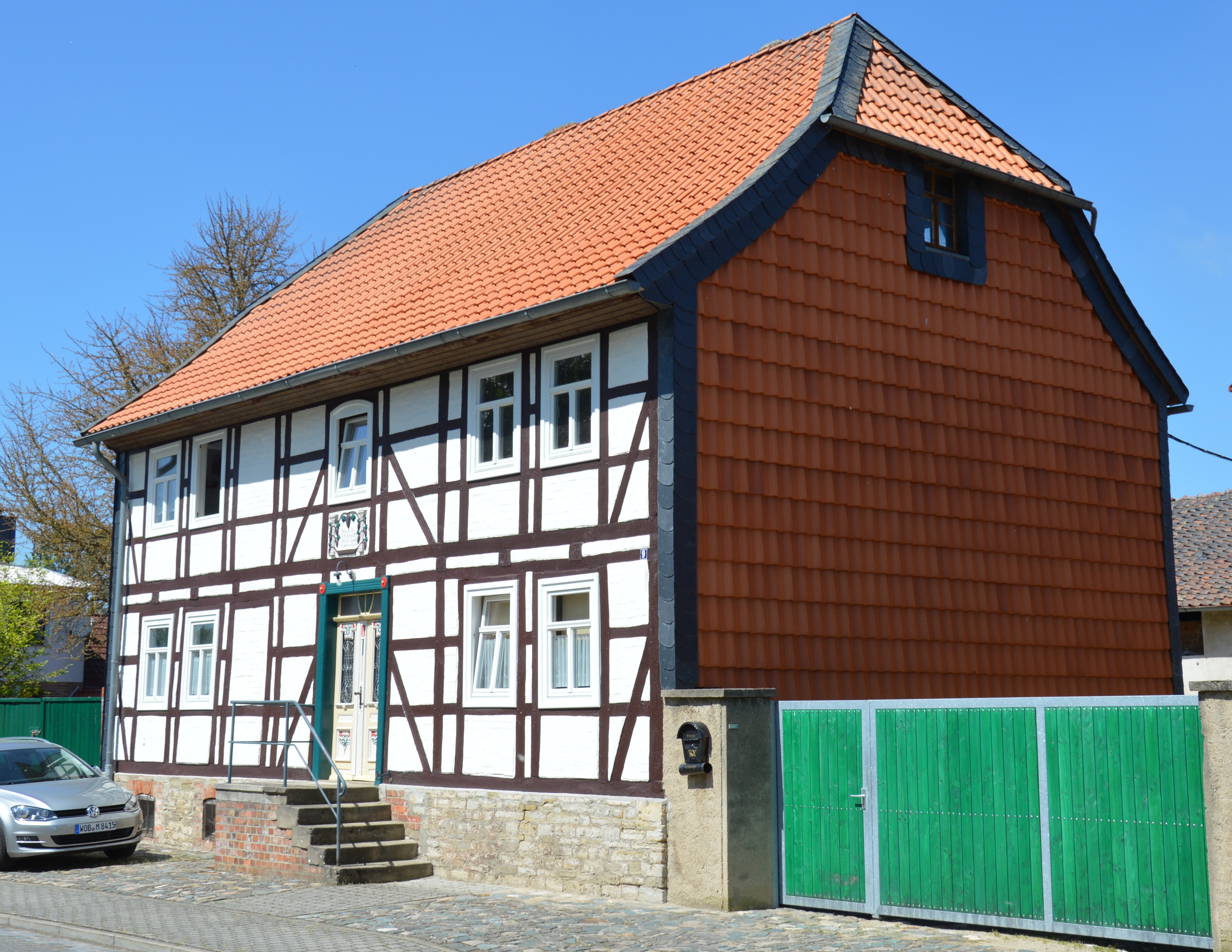
Wohnhaus Wallstraße 9

Das Haus Wallstraße 9 ist ein denkmalgeschütztes Wohnhaus in Hötensleben in Sachsen-Anhalt.

## Lage
Es befindet sich im westlichen Teil Hötenslebens auf der Nordseite der Wallstraße, nur etwa 300 Meter östlich der ehemaligen innerdeutschen Grenze.

## Geschichte und Architektur
Das zweigeschossige traufständige Fachwerkhaus entstand nach dem Brand des Jahres 1829. Es ruht auf einem erhöhten Sockel. Zur mittig an der Straßenseite befindlichen Haustür führt eine Treppe. Die Haustür selbst ist zweiflügelig im Jugendstil ausgeführt. Oberhalb der Tür befindet sich eine Inschriftentafel, die auf den Brand vom 5. Juli 1829 hinweist. Bedeckt ist das Wohnhaus mit einem Krüppelwalmdach.
Im örtlichen Denkmalverzeichnis ist das Wohnhaus unter der Erfassungsnummer 094 56134 als Baudenkmal verzeichnet.